# ウォッシュト・アウト
ウォッシュト・アウト（Washed Out）は、アメリカの男性ミュージシャン、アーネスト・グリーン（Ernest Greene、1982年10月3日 - ）による音楽プロジェクト。

## 来歴
2009年、メキシカン・サマーからデビューEP『Life Of Leisure』をリリース。ピッチフォークをはじめ海外音楽メディアで高く評価され、チルウェーヴ/グローファイ・ムーブメントの代表的なアーティストとして知られるようになる。
2011年、1stアルバム『ウィズイン・アンド・ウィズアウト』をサブ・ポップからリリース。アニマル・コレクティヴ、ディアハンター、M.I.A.、ナールズ・バークレイなどを手がけたベン・アレンがプロデューサーを務めた。音楽メディアが発表した年間ベストアルバムのリストではステレオガムで29位、スピンで35位、Q誌で37位に選ばれた。
2013年、2ndアルバム『パラコズム』をリリース。

## ディスコグラフィー
スタジオアルバム 
- ウィズイン・アンド・ウィズアウト - Within and Without (2011年7月12日、Sub Pop) 全米26位 全英89位
- パラコズム - Paracosm (2013年8月13日、Sub Pop) 全米21位
- ミスター・メロウ - Mister Mellow (2017年、Stones Throw）
- パープル・ヌーン - Purple Noon (2020年、Sub Pop）

 EP 
- ライフ・オブ・レジャー - Life of Leisure (2009年9月8日、Mexican Summer)
- ハイ・タイムズ - High Times (2009年9月9日、Mirror Universe)